# TSV Neudrossenfeld
Die TSV Neudrossenfeld ist ein Sportverein aus der oberfränkischen Gemeinde Neudrossenfeld im Landkreis Kulmbach. Er hat Abteilungen für Fußball, Volleyball, Damengymnastik, Kinderturnen sowie für Gesundheit und Fitness und zählt etwa 600 Mitglieder.

## Geschichte

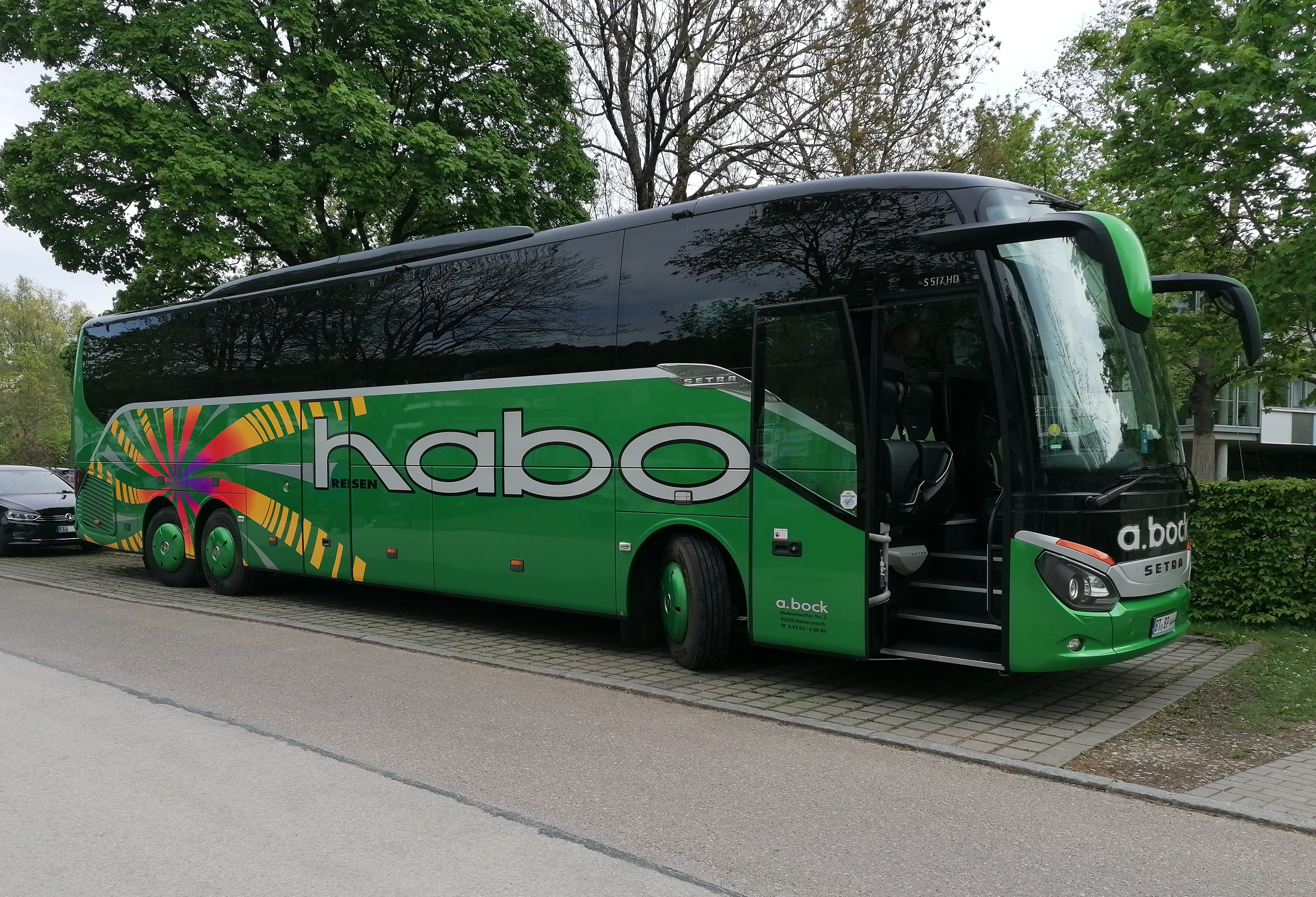
Für die Fußballabteilung als Teambus genutzter Reisebus

Der Verein wurde am 21. Juni 1924 mit 39 Mitgliedern gegründet, darunter waren 15 Frauen.
Die Fußballabteilung ist die größte Sparte innerhalb des Vereins. Die erste Mannschaft stieg 1979 in die Kreisliga auf. 1990, 1995 und 2004 wurde sie Meister der Kreisliga. 2008 gewann sie die Meisterschaft in der Bezirksliga und stieg im Jahr darauf in die Landesliga auf.
Am 9. Mai 2014 sicherte sich der TSV Neudrossenfeld vorzeitig die Meisterschaft in der Landesliga und den Aufstieg in die Bayernliga. Dort stieg man allerdings nach nur einer Spielzeit direkt wieder in die Landesliga ab.
Nachdem man 2022 in der zweiten Relegationsrunde gegen den VfB Hallbergmoos den Aufstieg in die Bayernliga verpasst hatte, gelang 2023 als Meister der Landesliga Nordost der Wiederaufstieg in die Bayernliga.

## Erfolge
- Aufstieg in die Kreisliga: 1979
- Meisterschaft in der Kreisliga: 1990, 1995, 2004
- Meisterschaft in der Bezirksliga: 2008
- Aufstieg in die Landesliga Bayern: 2009
- Aufstieg in die Bayernliga: 2014

## Sportgelände
Der TSV Neudrossenfeld trägt seine Partien im Sportgelände Am Weinberg aus. Diese Sportanlage besteht aus einem Kunstrasenspielfeld und zwei Naturrasenfeldern. Die Herrenmannschaften tragen ihre Spiele hauptsächlich auf dem Kunstrasenplatz aus.